# Großer Zernsee
Großer Zernsee – jezioro znajdujące się koło miasta Werder w Brandenburgii. Posiada status Federalnej Drogi Wodnej z klasą IV, należącej do Untere Havel-Wasserstraße. Jezioro nosi swoją nazwę od dawnej wsi Zern, obecnie na której miejscu znajduje się port. Jezioro leży między miastem Havel (od brzegu południowo-zachodniego), a Golm (około 1 kilometra od wschodniego brzegu). Od jeziora Kleiner Zernsee oddziela je poprowadzona mostem linia kolejowa Berlin – Magdeburg. Pomiędzy jeziorami, na północy leży półwysep Wolfsbruch, który jest obszarem chronionym.